# Choral and Rock-Out
Choral and Rock-Out is een compositie voor harmonieorkest of fanfare met optionale rock-groep van de Nederlandse componist Henk van Lijnschooten.
Het werk bestaat uit twee delen: Choral en Rock-out en is op cd opgenomen door Molenaar's Harmonieorkest.